# Telegatti 2008
La ventiquattresima edizione del Gran Premio Internazionale dello Spettacolo si è tenuta a Roma, all'Auditorium della Conciliazione, il 20 gennaio 2008.
Per quest'edizione è stato inserito un nuovo premio, il "Telegatto al miglior programma che non c'è": i lettori del settimanale TV Sorrisi e Canzoni potevano inviare alla redazione del giornale delle idee su un nuovo programma televisivo. La proposta migliore si sarebbe aggiudicata la statuetta e, probabilmente, la messa in onda del programma. Conduttori della serata sono stati Pippo Baudo e Michelle Hunziker.
Di seguito vengono elencate le varie categorie di premi, e i vincitori (in grassetto).

## Vincitori

### Telegatti di Platino per l'Eccellenza
- Ad Andrea Bocelli per la musica italiana all'estero
- Ad Ezio Greggio per i trent'anni di carriera in tv
- A Gerry Scotti alla carriera
- A Carlo Verdone alla carriera
- Alla trasmissione Zelig per i primi dieci anni di messa in onda
- Ad Antonello Venditti per la musica in Italia
- A Valentino Rossi per lo sport
- A Striscia la notizia per i 20 anni in tv

### Categoria Televisione

#### Personaggio dell'anno
- Flavio Insinna
- Luciana Littizzetto
- Gerry Scotti

#### Trasmissione dell'anno
- Striscia la notizia, Canale 5
- Chi vuol essere milionario, Canale 5
- Zelig, Canale 5

#### Miglior trasmissione di informazione ed approfondimento
- Alle falde del Kilimangiaro, Rai 3
- Lucignolo, Italia 1
- Matrix, Canale 5

#### Miglior fiction
- Il capo dei capi, Canale 5
- I Cesaroni 2, Canale 5
- Maria Montessori - Una vita per i bambini, Canale 5

### Categoria Cinema

#### Miglior film
- Notte prima degli esami - Oggi, di Fausto Brizzi
- Natale a New York, di Neri Parenti
- Saturno contro, di Ferzan Özpetek

#### Miglior attore
- Raoul Bova
- Carlo Verdone
- Luca Zingaretti

### Categoria Musica

#### Miglior disco
- Io canto, di Laura Pausini
- Vicky Love, di Biagio Antonacci
- e², di Eros Ramazzotti

#### Miglior cantante
- Laura Pausini
- Biagio Antonacci
- Eros Ramazzotti

#### Miglior tournée
- Laura Pausini
- Biagio Antonacci
- Vasco Rossi

### Categoria sport
- Gennaro Gattuso
- Fabio Cannavaro
- Valentino Rossi

### Categoria Miglior Programma che non c'è
- Gianluca Ricci